# Герб комуни Люкселе
Герб комуни Люкселе (швед. Lycksele kommunvapen) — символ шведської адміністративно-територіальної одиниці місцевого самоврядування комуни Люкселе. 

## Історія
Місто Люкселе отримало герб королівським затвердженням 1947 року. З 1971 року вживається як герб комуни, який було зареєстровано 1974 року. 
Після адміністративно-територіальної реформи, проведеної у Швеції на початку 1970-х років, муніципальні герби стали використовуватися лишень комунами. Тому тепер цей герб представляє комуну Люкселе, а не місто.

## Опис (блазон)
У синьому полі спинається срібний вовкодав із повернутою назад головою та червоними очима, язиком і пазурами, у відділеній хвилясто срібній главі — синій безмін.

## Зміст
Тварина у гербі трактується як вовкодав, оскільки вважається, що вовк не може зображатися з піднятим хвостом. Вовкодав символізує місцеву дику природу. Безмін характеризує історичне значення Люкселе як торговельного містечка. Хвилясте ділення вказує на розташування поселення над річкою Умеельвен.